# Talp daurat de Gunning
El talp daurat de Gunning (Neamblysomus gunningi) és un petit talp daurat endèmic de Sud-àfrica, cosa que significa que no se'l troba enlloc més. El 2006 fou classificat com a espècie amenaçada. El declivi de la seva població es deu a la pèrdua i destrucció del seu hàbitat i a la predació per part de gossos i gats domèstics. Són animals excavadors que passen gran part del temps sota terra. La seva mida va dels vuit als vint centímetres.